# 小泉まき
小泉 まき（本名・旧芸名：小泉 真希、1981年11月18日 - ）は、東京都出身の女優。東京俳優生活協同組合及び中野成樹+フランケンズに所属。2013年7月より芸名を小泉 まきと改める。本名と同姓同名のAV女優は別人である。

## 人物・経歴
- 身長：157cm。
- 趣味：絵を描く、タップダンス、歌唱。
- 愛犬にキャバリア・キング・チャールズ・スパニエルを飼っている
- 高校の演劇部入部をきっかけに演劇に傾倒。高等学校演劇コンクールを経験。この時から舞台で活躍できる女優を目指す。
- 桐朋学園大学短期大学部演劇専攻（現桐朋学園芸術短期大学）を卒業。文学座附属演劇研究所研修科を経て、新国立劇場演劇研修所に入所、2008年修了（第一期生）。
- 2008年、東京俳優生活協同組合に所属。
- 2011年、中野成樹+フランケンズに所属。

## 出演

### 舞台
- 2002年4月 - 2005年3月 文学座附属演劇研究所発表会、卒業公演
  - 「カノン」研修科修了公演）「ねずみとり」「袴垂れはどこだ」「靴屋の祭日」「かどで」「おままごと」「七本の色鉛筆」「近代能楽集」「僕の東京日記」（本科卒業公演）「女の一生」「わが町」
- 2007年5月 新国立劇場演劇研修所試演会「三文オペラ」
- 2007年6月 日仏演劇協会リーディング「テレビ番組」
- 2007年7月 新国立劇場演劇研修所試演会「かどで」「あぶらでり」
- 2008年2月 新国立劇場演劇研修所修了公演「リハーサルルーム」
- 2008年6月 スタンダードソングエンタテイメント主催「僕の東京日記」
- 2008年7月 劇団劇作家「劇読み!vol.2」
- 2009年2月 鈴舟第2回公演「オンリー・ユー」
- 2009年10月 劇団劇作家「劇読み!vol.3」
- 2009年11月 劇団ハイリンド第8回公演「〜ハイ中（チュウ）、森（モリ）モリ公演〜」
- 2010年3月 中野成樹+フランケンズ2010新作公演「スピードの中身」
- 2010年5月 中野成樹+フランケンズ 「寝台特急“君のいるところ号”」
- 2010年10月 俳協創立50周年記念公演「国語元年」
- 2010年11月 ドラマティック・カンパニー&鈴舟合同公演「愛の結晶くん」
- 2011年2月 中野成樹+フランケンズ本公演「ザ・マッチメーカー」
- 2011年7月 多田淳之介+フランケンズ ver.「再／生」
- 2011年9月 出会ったら企画プロデュースガチゲキ！！シェイクスピアでガチバトル だるめしあん企画「夏のひと夜のアバンチューる」
- 2011年11月 劇団劇作家「劇読み!vol.4」
- 2011年12月 中野成樹+フランケンズ本公演「ゆめみたい (2LP)」
- 2012年6月 中野成樹+フランケンズ10周年記念企画「ナカフラ演劇展」東京公演
- 2012年10月 gojunko第二回目公演「女子。」
- 2012年12月 中野成樹+フランケンズ「ナカフラ演劇展」国内巡回・横浜公演
- 2013年1月 中野成樹+フランケンズ「ナカフラ演劇展」国内巡回・大阪公演
- 2013年1月 中野成樹+フランケンズ 2012福岡舞台芸術シリーズFFAC PLUS+「ナカフラ演劇展」国内巡回・福岡公演
- 2013年8月 マームとジプシー「cocoon（コクーン）」タマキさん役
- 2013年9月 キトキト企画第5回公演「これでも機嫌のいい顔です」
- 2014年1月 劇団劇作家「劇読み!vol.5」
- 2014年7月 中野成樹+フランケンズ2014「天才バカボンのパパなのだ」「ハイキング」
- 2014年9月 東京芸術劇場主催藤田貴大（マームとジプシー）演出「小指の思い出」サクラフブキ令嬢役
- 2015年4月 中野成樹＋フランケンズ「ナカフラ演劇展vol.2」
- 2015年6月 マームトジプシー「cocoon」（秋田書店）タマキさん役
- 2015年11月 中野成樹＋フランケンズ2015秋・葉原「ロボットの未来改（またはつながらない星と星）」
- 2016年1月 あいまい屋2回公演「ひとよ」稲村園子役
- 2016年6月 中野成樹＋フランケンズ 「えんげきは今日もドラマをライブする vol.1」

### ラジオ
- 東京メトロラジオドラマ『Listen! WONDERGROUND』（TOKYO FM）
  - 2011年5月10日 御茶ノ水駅『欠かせない人』
  - 2011年5月30日 赤坂駅『マグリッドの空』
  - 2011年6月29日 渋谷駅『コンタクトレンズ』
  - 2011年7月22日 代々木上原駅『七色』
  - 2011年8月2日 赤坂見附駅『火災報知機』
  - 2011年8月4日 代々木上原駅『京都』
  - 2011年9月8日 東大前駅『内定』
  - 2011年9月22日 安浦駅『炭酸系』
  - 2011年9月27日 青山一丁目駅『江國さん』
  - 2011年9月29日 目黒駅『かかと』
  - 2011年10月5日 後楽園駅『見極める』
  - 2011年10月2日 町屋駅『でかい魚』
  - 2012年1月10日 本駒込駅『いきおい』
  - 2012年1月12日 氷川台駅『冬の花火』
  - 2012年1月24日 東池袋駅『整理』
  - 2012年2月23日 赤坂見附駅『答えがいらない女』
  - 2012年3月14日 葛西駅『大五郎』
  - 2012年3月2日 上野駅『シンクロ』
  - 2012年3月28日 浅草駅『サクラサク』
- 2011年6月1日 エフエム東京ラジオドラマNISSAN あ、安部礼司〜BEYOND THE AVERAGE第270回
- 2012年9月8日 J-WAVE SOUNDS OF STORY〜ASADA JIRO LIBRARY〜『姫椿』
- 2013年2月16日 J-WAVE SOUNDS OF STORY〜ASADA JIRO LIBRARY〜 『月下の恋人』から「冬の旅」
- 2013年10月5日 J-WAVE SOUNDS OF STORY〜ASADA JIRO LIBRARY〜『鉄道員』から「ラブ・レター」
- 2014年4月19日 J-WAVE SOUNDS OF STORY〜ASADA JIRO LIBRARY〜『月のしずく』から「ふくちゃんのジャックナイフ」
- 2014年8月30日 J-WAVE SOUNDS OF STORY〜ASADA JIRO LIBRARY〜 『お腹召しませ』から「御鷹狩」

### テレビ等
- 野村不動産プラウドシリーズ「最新モデルルームをレポート！」
- 『狙い撃て！収入UP！ハズさない不動産投資』（Act On TV）
- 『松平定知の藤沢周平を読む』（チャンネル銀河）
- 『松平定知の藤沢周平をよむ3』 番外編「たそがれ清兵衛」（チャンネル銀河）
- ビットワールド『夢探偵事務所』（NHK Eテレ）
- 『悪党〜重犯罪捜査班』山下学（平山浩行）の妻（声の出演のみ、テレビ朝日）

### テレビアニメ
- デジモンユニバース アプリモンスターズ（ソウタの母）